# 黔江地区
黔江地区是四川省已撤销的地区（地级行政区），位于四川省东部，今属重庆市，行署距离重庆主城区425公里，是川东唯一的一个少数民族自治县为主的地区，行政区域包括今重庆市下辖的石柱土家族自治县、彭水苗族土家族自治县、黔江区、酉阳土家族苗族自治县、秀山土家族苗族自治县等地，曾使用机动车号牌前缀川P、电话区号0810、行政区划代码513500。

## 建制沿革
- 建安之年（201），益州牧刘璋置丹兴县，为黔江建县之初。
- 公元280年，晋实行州郡县三级制，丹兴废，其地并入涪陵、汉夏二县。
- 北周保定四年（564），在彭水置奉州（建德三年改名黔州），县为其属地。
- 隋开皇五年（585）置石城县。
- 唐武德元年（618）石城县改属黔州，天宝元年（742）改名黔江，属黔安郡（黔州）。
- 清初，黔江县属重庆府。雍正十三年（1735）酉阳土司"改土归流"后，置酉阳直隶州，废黔彭直隶廳，复置黔江县，属酉阳直隶州。
- 民国元年（1912）废府，州、厅，黔江直属省。
- 1949年11月25日，成立黔江县人民政府，隶属川东行政专区。1950年1月23日，酉阳专区成立，黔江县由酉阳专区管辖[1]。1952年9月，酉阳专区并入涪陵专区，黔江随之属涪陵专区[2]。1983年11月，经中国国务院批准，黔江县撤销，黔江土家族苗族自治县设立[1]。
- 1988年5月18日，经中国国务院批准，四川省黔江地区设立，辖石柱土家族自治县、彭水苗族土家族自治县、黔江土家族苗族自治县、酉阳土家族苗族自治县、秀山土家族苗族自治县[2]。黔江地区是西南除西藏地区外，经济最贫困的地区。[來源請求]
- 1997年12月20日，经国务院批准，黔江地区撤销，"重庆市黔江开发区"成立，代管原黔江地区5县[3]。

## 地理
- 黔江地区位于四川省的东南边缘，地处武陵山腹地，东临湖北省的咸丰县，北接湖北利川市，是川、鄂、湘、黔四省市的结合部。
- 最高点灰千粱子，海拔高度为1938.5米,最低点为黑溪河谷马斯口,海拔320米。

## 行政区划
- 自治县:石柱土家族自治县、彭水苗族土家族自治县、黔江土家族苗族自治县、酉阳土家族苗族自治县、秀山土家族苗族自治县

## 人口
总人口100万人。民族有汉族、土家族、苗族、回族等14个，其中，汉族占总人口的50%。人口密度为150人/平方公里。

## 交通
- 319国道
- 渝湘高速公路
- 渝怀铁路
- 黔江舟白机场

## 文化教育
黔江城区共有中学5所：黔江中学、新华中学、民族中学、人民中学、平坝中学,小学3所:人民小学、黔江实验小学、民族小学，有一广播电视大学，职教中心。
黔江拥有一家广播电视集团和一家报业公司。即1991年成立，1992年7月18日正式开播的黔江电视台和1988年成立的武陵都市报。

## 旅游资源
- 国内迄今为止保存最完整的古地震遗址——小南海

- 阿蓬江峡谷
  - 官渡峡
  - 神龟峡
- 五里峡
- 武陵山
- 黔江国家森林公园
- 桥头村风雨廊桥与吊脚楼建筑群
- 灰千梁子原始森林
- 三百丈、一百八十步黄板梯
- 太平洞石刻群
- 城东至舟白一带有壮年晚期及老年期丹霞地貌景观